# LATAM Airlines Paraguay
LATAM Airlines Paraguay, precedentemente nota come TAM Paraguay o Transportes Aéreos del Mercosur SA, e precedentemente come LAP (Líneas Aéreas Paraguayas), è la compagnia di bandiera e la compagnia aerea nazionale del Paraguay con sede ad Asunción. I suoi voli operano dall'Aeroporto Internazionale Silvio Pettirossi di Asunción e la sua società madre è il LATAM Airlines Group.

## Storia
La compagnia aerea era stata fondata nel 1962 e iniziando a operare nel 1963 come Líneas Aéreas Paraguayas. Dopo un breve periodo (1994-1996) come filiale della compagnia aerea ecuadoriana SAETA quando il suo nome era LAPSA, nel 1996 la maggior parte delle partecipazioni di LAP fu venduta alla compagnia aerea brasiliana TAM Airlines e venne adottato l'attuale acronimo. Non deve essere confuso con un servizio passeggeri gestito dall'esercito boliviano, Transporte Aéreo Militar, TAM, che operava principalmente con Douglas DC-3 e CASA 212 verso destinazioni nazionali poco servite e non collegate alla compagnia aerea civile. Nel 1994 TAM Airlines fonda una piccola compagnia aerea sussidiaria in Paraguay, chiamata ARPA - Aerolíneas Paraguayas, con una flotta composta principalmente da velivoli Cessna 208 Caravan, precedentemente in possesso di TAM. Il 1º settembre 1996 ARPA acquista l'80% delle azioni dell'ex LAP - Líneas Aéreas Paraguayas di proprietà statale ed entrambe le compagnie vengono fuse sotto il nome di TAM - Transportes Aéreos del Mercosur. Oggi LATAM ne possiede il 94,98% e il governo paraguaiano il 5,02%. Nel 2008, seguendo una strategia di branding, il nome TAM Mercosur viene abbandonato e la compagnia aerea adotta un'identità aziendale identica al suo proprietario brasiliano, diventando TAM Airlines. Tuttavia la sua struttura aziendale è rimasta la stessa. La compagnia aerea viene rinominata LATAM Airlines Paraguay (in pratica "sezione paraguaiana di LATAM Airlines") in seguito alla fusione e alla creazione del LATAM Airlines Group e al successivo rebranding delle compagnie aeree associate.

## Flotta

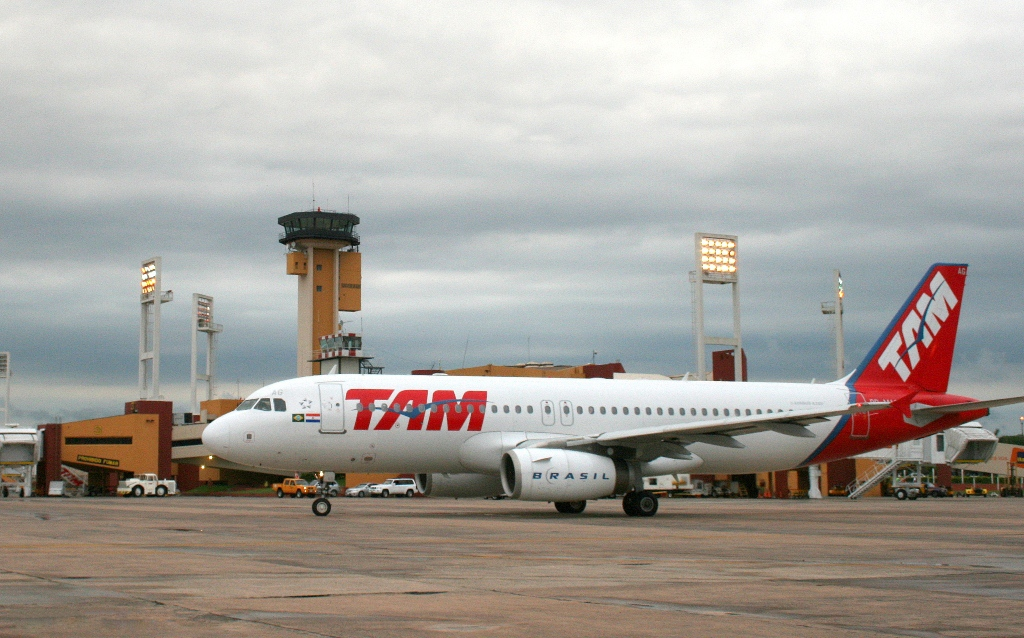
Un Airbus A320-200 di LATAM Paraguay.

A dicembre 2020 la flotta LATAM Paraguay risulta composta dai seguenti aerei:

## Flotta storica

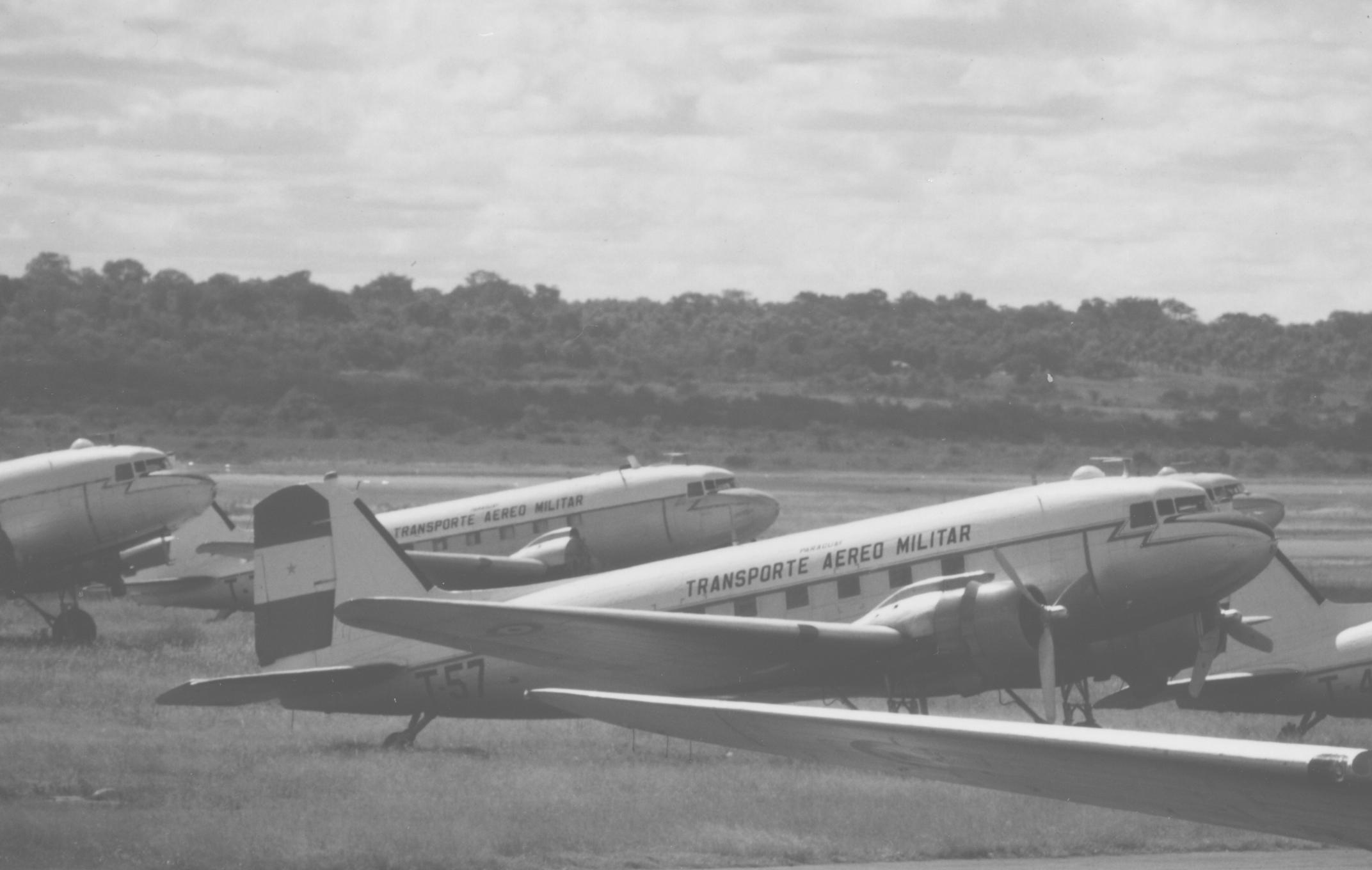
Un gruppo di Douglas C-47 simili a quelli dell'era TAM Paraguay.

Nel corso degli anni LATAM Paraguay ha operato con i seguenti modelli di aeromobili:
- Airbus A310-300
- British Aerospace 146-300
- Boeing 707-320B
- Boeing 737-200
- Cessna 208B Grand Caravan
- Convair CV-240
- Douglas C-47 Skytrain
- Douglas DC-3
- Douglas DC-4
- Douglas DC-8-60
- Douglas DC-8-60F
- Douglas DC-8-70
- Fokker 100
- Lockheed L-188A Electra
- McDonnell Douglas DC-10-30